# 연사군
연사군(延社郡)은 조선민주주의인민공화국의 함경북도에 속하는 군이다.

## 지리
함경북도의 중서부에 위치하는 산간부의 군으로 두만강의 지류인 연면수의 유역이다. 군의 대부분이 높은 산지로 낮은 곳도 500m가 넘는다. 군의 동남부에는 함경산맥의 최고봉인 관모산(2541 m)이 있다. 연면수 이외에도 구운수, 수동수, 서두수 등이 흐른다. 전체 면적의 84%가 산림이다.
동쪽으로 무산군·경성군, 남쪽으로 어랑군, 서쪽으로 량강도 대홍단군·백암군에 인접한다.

## 역사
연사군은 1952년에 신설된 군으로, 이전까지는 무산군의 일부(연사면 등)였다. 1952년 12월, 연사군이 설치되었다(1읍 16리).

## 경제
연사군의 경제는 제재업이 중심이고 많은 제재소가 있다. 산에서 야생 식물과 과일 또한 채집된다.
경작가능한 토지가 적기 때문에 농업은 미약하고 밭농사가 대부분이다. 연사군은 함경북도 감자 생산량의 절반 이상을 생산한다. 경작지는 전체 면적의 4.3%에 불과하다.

## 교통

### 철도
- 백무선

## 행정 구역
1읍 1구 10리로 구성된다.
- 연사읍 (延社邑)
- 신양로동자구 (新陽勞動者區)
- 연수리 (延水里)
- 신북리 (新北里)
- 신장리 (新章里)
- 팔소리 (八所里)
- 남작리 (南作里)
- 광양리 (廣陽里)
- 석수리 (石水里)
- 삼포리 (三浦里)
- 로평리 (蘆坪里)
- 삼하리 (三下里)

## 같이 보기
- 조선민주주의인민공화국의 지리
- 조선민주주의인민공화국의 행정 구역